# Liste des îles de Taïwan
Ceci est une liste des îles sous l'administration de la république de Chine, communément appelée Taïwan, classées dans les différents archipels. L'île de Taïwan, anciennement Formose, est la plus grande et la principale composante de l'ensemble des territoires sous l'administration de la république de Chine. Les îles revendiquées mais non administrées par la république de Chine, telles que les îles Senkaku et la plupart des îles de la mer de Chine méridionale, sont exclues de la liste.
Après la mise en place d'amendements à la Constitution de la république de Chine au cours des années 1990, les îles de la liste ci-dessous sont regroupées sous le terme de « région de Taïwan » (ou « zone libre » de la république de Chine), lequel définit juridiquement la zone toujours sous l'administration de facto du gouvernement de la république de Chine, en comparaison de la « Région continentale » qui comprend essentiellement les territoires de la république populaire de Chine et la Mongolie.

## Archipels de Taïwan
| Nom     | Chinois | Mandarin (Pinyin) | Taiwanais (Pe̍h-ōe-jī) | Hakka (Pha̍k-fa-sṳ) | Autre nom      | Iles principales                                          | Division                  |
| ------- | ------- | ----------------- | --------------------- | ------------------ | -------------- | --------------------------------------------------------- | ------------------------- |
| Taïwan  | 臺灣    | Táiwān            | Tâi-oân               | Thòi-vàn           | Formose        | Taïwan, îles des Orchidées, île Verte, île Lamay, Guishan |                           |
| Penghu  | 澎湖    | Pénghú            | Phêⁿ-ô                | Phàng-fù           | Pescadores     | Penghu, Xiyu, Baisha, Qimei, Wang'an                      | Comté de Penghu           |
| Kinmen  | 金門    | Jīnmén            | Kim-mn̂g               | Kîm-mùn            | Quemoy         | Kinmen, Lieyu, Dadan, Erdan                               | Comté de Kinmen           |
| Matsu   | 馬祖    | Mǎzǔ              | Má-chó͘                | Mâ-chú             | Matsu          | Nangan, Beigan, Dongyin, Xiyin, Dongju, Xiju              | Comté de Lienchiang       |
| Wuqiu   | 烏坵    | Wūqiū             | O·-kiu                | Vû-hiu             | Daqiu, Xiaoqiu | Wuqiu                                                     | Comté de Kinmen           |
| Dongsha | 東沙    | Dōngshā           | Tang-soa              | Tûng-sâ            | Pratas         | Patras                                                    | Municipalité de Kaohsiung |
| Nansha  | 南沙    | Nánshā            | Lâm-soa               | Nàm-sâ             | Spratleys      | Île Taiping, récif Zhongzhou                              | Municipalité de Kaohsiung |

Toutes les îles administrées par la république de Chine sont revendiquées par la république populaire de Chine. Celle-ci revendique les îles de Taïwan et des Pescadores en tant que 23e province, avec les îles Diaoyu administrées par le Japon, mais également revendiquées par la république de Chine (province de Taïwan). La république populaire de Chine revendique l'archipel des Kinmen au sein du xian de Jinmen, incorporé à la ville-préfecture de Quanzhou, dans la province de Fujian. L'archipel des Matsu est nommé Mazu, puis revendiqué par le xian de Lianjiang, incorporé dans la ville-préfecture de Fuzhou, dans la province du Fujian. L'île Wuqiu est revendiquée par le xian de Xiuyu, un xian de la ville-préfecture de Putian, dans la province du Fujian. L'archipel des Dongsha est revendiqué par la ville-préfecture de Lufeng dans la province du Guangdong. L'archipel des Nansha contrôlé par la république de Chine, incluant l'île Taiping et le récif Zhongzhou, est revendiqué par la ville-préfecture de Sansha, dans la province de Hainan.
Ainsi, la république populaire de Chine revendique les îles administrées par la république de Chine au sein de sa propre province de Taïwan (Taïwan et îles Pescadores), de la province du Fujian (Kinmen, Matsu et Wuqiu), de la province de Guangdong (Dongsha), ainsi qu'au sein de la province de Hainan (Nansha).

## Taïwan et ses îles environnantes

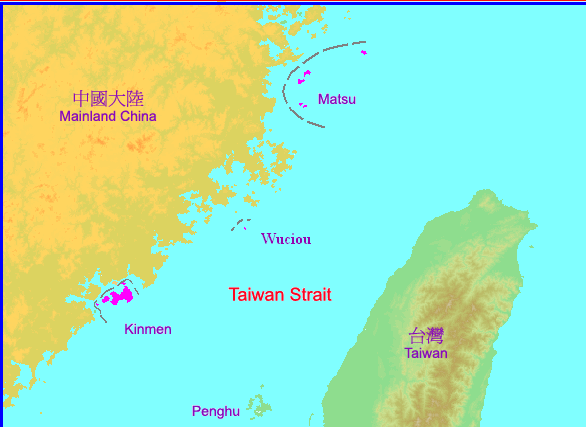
Carte de localisation des îles périphériques administrées par Taiwan.

- Ile de Taïwan (Formose; 臺灣島)
  - Kaohsiung
    - Qijin (旗津島); anciennement une bande de terre connectée à Taïwan à l'extrémité sud. Le lien a disparu en 1975 à la suite de la construction du port de Kaohsiung.

  - Keelung
    - Îlot Keelung (基隆嶼)
    - Île Hoping (和平島)
    - Les Trois îles du Nord (北方三島)
      - Îlot Huaping (花瓶嶼)
      - Îlot Mianhua (棉花嶼)
      - Îlot Pengjia (彭佳嶼)

  - Comté de Nantou
    - Lalu (拉魯島); une île lacustre au sein du Sun Moon Lake

  - Nouveau Taipei
    - Îlots Zhutai (蠋臺雙嶼)

  - Comté de Pingtung
    - Lamay (Hsiao Liuchu; 琉球嶼)
    - Qixingyan (Récifs des Sept Étoiles;七星岩)

  - Comté de Taitung
    - Île Verte (Lyudao, Ludao; 綠島)
    - Île aux Orchidées (Lanyu, Ponso no Tao; 蘭嶼)
    - Petite Orchidée (Hsiao Lanyu, Jimagaod; 小蘭嶼)
    - Sansiantai ( 三仙台)

  - Comté de Yilan
    - Guishan (île de la Montagne Tortue; 龜山島)
    - Guiluan (Kuei-luan Tao, Kiran-to; 龜卵島, 龜卵嶼)

## Îles Pescadores (comté de Penghu)

Archipel des Pescadores

- Îles Pescadores (Penghu; 澎湖群島) 
  - Penghu (澎湖本島)
  - Baisha
    - Baisha (île principale; 白沙島)
    - Île Jibei (吉貝嶼)
    - Île Zhongtun (中屯嶼)
    - Île Yuanbei (員貝嶼)
    - Île Tiezhan (鐵砧嶼)
    - Île Gupo (姑婆嶼)
    - Île Xianjiao (險礁嶼)
    - Île Mudou (目斗嶼)
    - Île Dacang (大倉嶼)
    - Île Niao (鳥嶼)

  - Xiyu (Yuwong; 西嶼, 漁翁島)
    - Îlot Xiaomen (Hsiao-men hsü, Shō-mon-sho; 小門嶼)
    - Récif Haiqian (海墘礁)

  - Qimei (七美嶼)
  - Wang-an (望安島)
    - Dongji Island (Dongji Islet, Tung-chi hsü, Tō-kichi-sho; 東吉嶼)
    - Îlot Hua (花嶼)
    - Îlot Mau (草嶼)
    - Îlot Cau (南塭/南𥔋)
    - Nan Yun
    - Îlot Ma'anshan (馬鞍山嶼)
    - Îlot Jiangjyunao (Chiang-chün-ao hsü, Shōgunō-sho; 將軍澳嶼)
    - Récif Chuanfanyu (船帆嶼礁)
    - Toujin (頭巾)
    - Tiejhen (鐵砧)
    - Îlot Ouest (Hsi-hsü-p'ing, Sei-sūpin; 西嶼平)
    - Îlot Est(Tung-hsü-p'ing, Tō-sūpin; 東嶼平)
    - Îlot Siji (Hsi-chi hsü, Saikichi-sho; 西吉嶼)
    - Îlot Chutou (鋤頭嶼)
    - Île Jiangjyun
    - Îlot Mao

## Kinmen

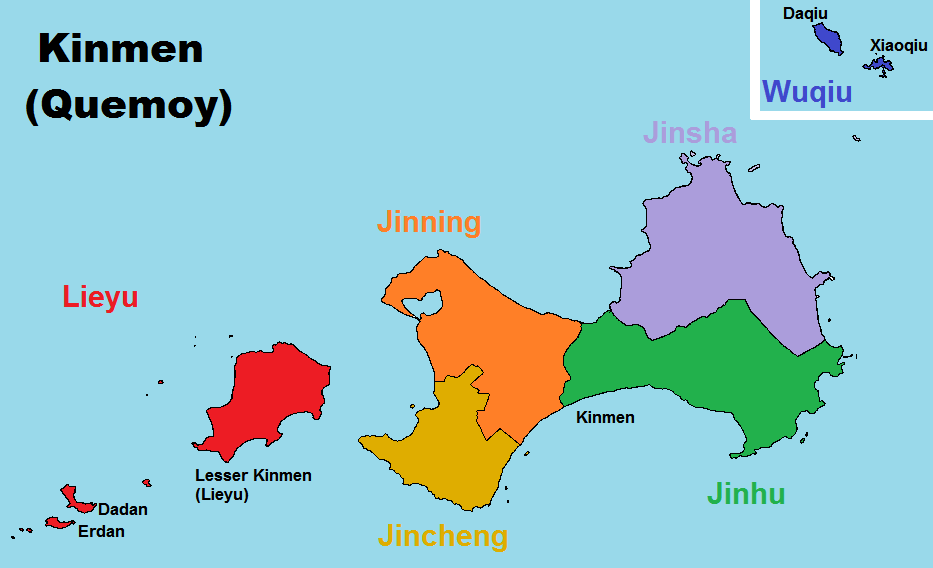
Comté de Kinmen

- Comté de Kinmen (Quemoy; 金門列島)
  - Grande Kinmen (Kinmen, île Principale;大金門, 金門本島)
  - Jinhu
    - Île Dongding (東碇島, 東椗島)
    - Île Beiding (北碇島)
    - Île Mu (母嶼)

  - Jinsha
    - Îlot Cao (草嶼)
    - Îlot Hou ou Île Xishan (后嶼/西山嶼)
    - Île Baiyan (白巖)
    - Récif Dabo (大撥)
    - Récif Xiaobo (Siaobo Reef; 小撥)
    - Dongge (Tung-ko; 東割)
    - Récif Guan'ao (Kuan-ao Chiao; 官澳礁)
    - Île Xiyuan (Hsi-yüan Yü; 西園嶼)
    - Île Gou (狗嶼)
    - Île Yangshan (洋山嶼)

  - Jinning
    - Daqian (大墘)
    - Jincheng
    - Îlot Jiangong (建功嶼)
    - Hei Yan (Hei Yen; 黑巖)
    - Îlot Dayan (Ta-yen Hsü, Ta-lu-tung; 大岩嶼)

  - Lieyu (烈嶼)
  - Petite Kinmen (小金門島)
    - Île Dadan (大膽島)
    - Île Erdan (二膽島)
    - Îlot Menghu (猛虎嶼)
    - Îlot Fuhsing (復興嶼)
    - Îlot du Lion (獅嶼)
    - Îlot Jiangong (建功嶼)
    - Îlot Binlang (檳榔嶼)
    - Îlot Houtou (後頭嶼)
    - Récif Wu (Wu Chiao; 烏礁)
    - Récif Guizi (桂子礁)
    - Îlot Huang (黃嶼)
    - Récif Sanjiao/Îlot Yan (三腳礁/三角礁/煙嶼)
    - Récif Niuxin (牛心礁)
    - Récif Chijiao (赤角礁)
    - Xiaodan (Hsiao-tan, Siaodan; 小擔)
    - Récif Menkou (門口礁)
    - Îlot du Lapin (Tuyu, T'u Hsü; 兔嶼)
    - Récif Danan (大南礁)
    - Shishan (石山)
    - Île Sandan (San-tan; 三膽/三擔島)
    - Île Sidan/Sidandao (Ssu-tan, Tao-sao Hsü 四膽/四擔島)
    - Wudan (Wu-tan 五膽/五擔)
    - Îlot Muyu (目嶼)

## Îles Matsu
- Iles Matsu (馬祖列島)
  - Peikan (Beigan; 北竿)
    - Îlot de la tortue (亀島)
    - Île Liang (亮島)
    - Île Kaoteng (Gaodeng; 高登島)
    - Xiaoqiu (Kiao Tse 小坵)
    - Île Wuming (Wu-ming Tao; 無名島)
    - Qiaotou (Ch’iao-t’ou; 峭頭)
    - Îlot Jin (進嶼)

  - Nankan (Nangan; 南竿)
    - Îlot Huangguan (黃官嶼)
    - Récif Liuquan (劉泉礁)
    - Récif Xie (鞋礁)
    - Récif Beiquan (北泉礁)

  - Tungyin (Dongyin; 東引)
    - Hsiyin (Xiyin; 西引)
    - Récif Furong (Furong Jiao; 芙蓉礁)

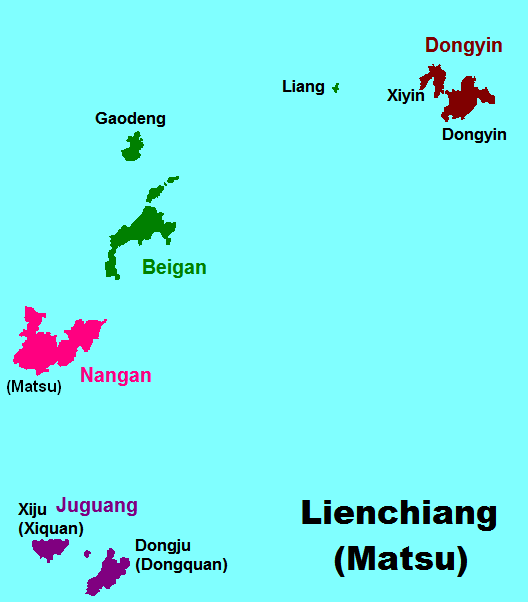
Comté de Lienchiang (îles Matsu)

    - Île Zhongzhu (Chung-chu Tao; 中柱島)
    - Récif Beigu (北固礁); l'île la plus au nord administrée par la république de Chine.
    - Récif Shuangzi (雙子礁)
    - Île Dongsha (Tung-sha Tao; 東沙島)

  - Chukuang (Jyuguang; 莒光)
    - Tungchu (Dongjyu, Dongquan; 東莒, 東犬)
    - Hsichu (Xijyu, Xiquan; 西莒, 西犬)
    - Îlot Yongliou (永留嶼)
    - Îlot Xiniu (犀牛嶼)
    - Sheshan (蛇山)
    - Lintou'ao (林頭坳)
    - Îlot Da (大嶼)

## Wuqiu
- Wuqiu ( 烏坵)
  - Tachiu (Daqiu, Taciou; 大坵)
  - Hsiaochiu (Xiaoqiu; 小坵)

## Îles de la mer de Chine Méridionale

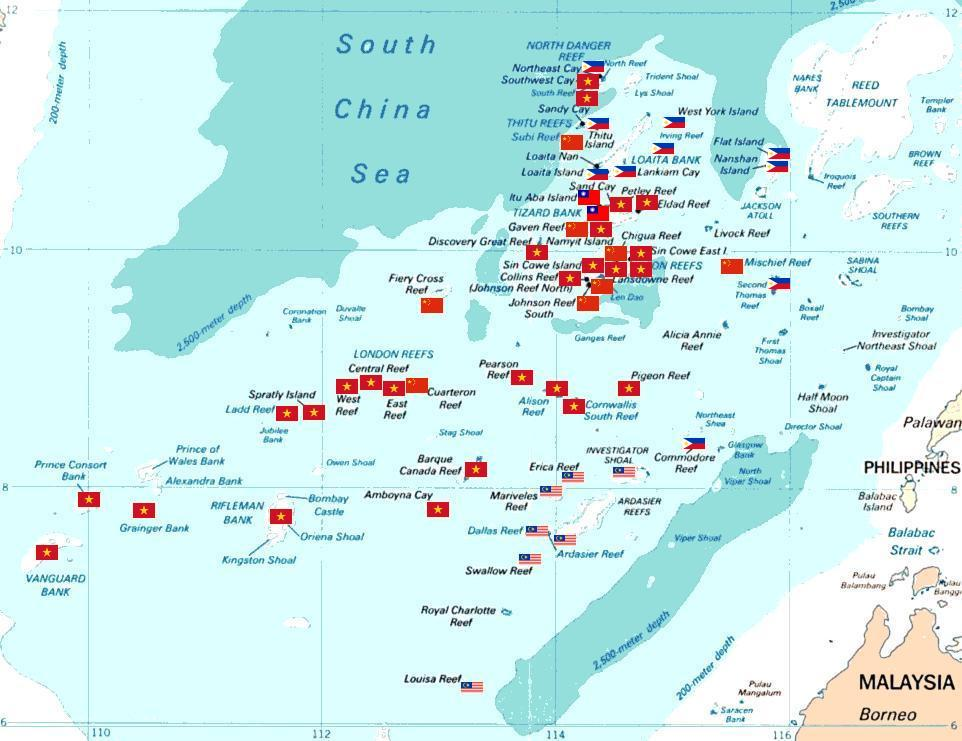
Carte des différents pays occupant les îles Spratley

- Îles de la mer de Chine Méridionale (南海諸島) (municipalité de Kaohsiung ; seules les îles suivantes énumérées ci-dessous sont administrées par la république de Chine)
  - Îles Pratas (Tungsha, Dong-sha; 東沙群島)
  - Îles Spratley (Nansha, Nan-sha; 南沙群島; revendiquées par plusieurs pays du Sud-Est asiatiques)
    - Taiping (Itu Aba; 太平島)
    - Récif Zhongzhou (Récif Chung-Chou ; 中洲礁)

La république de Chine garde ses revendications sur toutes les îles de la mer de Chine Méridionale,, mais seules les îles Pratas et une partie des îles Spratley sont sous son administration. Elles sont incorporées au sein du district de Cijin, dans la municipalité de Kaohsiung.